# Asia Pacific Baptist Federation
Die Asia Pacific Baptist Federation (APBF) (Asiatisch-pazifische baptistische Föderation), vormals: Asian Baptist Federation, ist eine der sechs regionalen Untergliederungen des Baptistischen Weltbundes. Ihr gehörten 2017  57 nationale Baptistenbünde mit rund 47.000 Ortsgemeinden und 5,2 Millionen Mitgliedern an. Die Geschichte der APBF wurzelt in den 1950er-Jahren, ihre Gründung wurde 1975 in Stockholm vollzogen.

## Geschichte
Die Anfänge der Asiatisch-pazifischen baptistische Föderation gehen auf 1953 zurück. In diesem Jahr trafen sich einige junge Asiaten in Rio de Janeiro und beschlossen, ein baptistisches Jugendtreffen für den asiatischen Raum in Hongkong zu organisieren. Dieses internationale Meeting fand am 20. August 1956 in der ehemaligen britischen Kronkolonie statt und gilt als bedeutender Meilenstein auf dem Weg zur Gründung der asiatischen Föderation, die erst 19 Jahre später stattfand.
Der eigentlichen Gründung vorausgegangen war die Berufung eines Ausschusses durch den Zwölften Kongress des Baptistischen Weltbundes, der 1970 in Tokio stattfand. Zum Ausschuss gehörten Daniel Cheung, David Wong und Hugh Smith aus Hongkong, Sam Choy aus Südkorea, Glen Gano aus Japan, A. E. Masa von den Philippinen, B. R. Mose aus Indien, Alan Prior aus Australien sowie Willie Wickramasinghe aus Sri Lanka. In den folgenden drei Jahren besuchte Alan Prior als Leiter des Ausschusses viele baptistische Kirchengemeinschaften und Missionen im asiatischen Raum und machte sie mit der Idee einer Föderation in dieser Weltregion bekannt. Am 1. Dezember 1974 fand in Hongkong eine Konsultationstagung statt, an der über 50 Delegierte von 21 nationalen Baptistenkirchen teilnahmen. Sie beschlossen, beim Dreizehnten Kongress des Baptistischen Weltbundes, der 1975 in Stockholm stattfinden sollte, die Einrichtung einer „Asian Baptist Fellowship“ zu beantragen. Der Kongress nahm den Antrag an und ernannte Alan Prior, von 1960 bis 1965 Vizepräsident des Baptistischen Weltbundes, zum ersten Sekretär der Asian Baptist Federation (wie der Name des Regionalverbandes zunächst lautete). Erster Präsident der Föderation wurde W. G. Wickramasinghe.
Bislang wirkten folgende Generalsekretäre in der APBF: Alan Prior aus Australien (1970–1980), Edwin Lopez von den Philippinen (1980–1997), Bonny Resu aus Indien (1997–2017). Seit 2017 ist Vesekhoyi Tetseo aus Japan im Amt. Der heutige Name des Regionalverbandes wurde 2007 während des APBF-Kongresses in Thailand beschlossen. Man wollte damit der Ausweitung der Föderation in Richtung Ozeanien und Australien Rechnung trage,

## Mitgliedskirchen

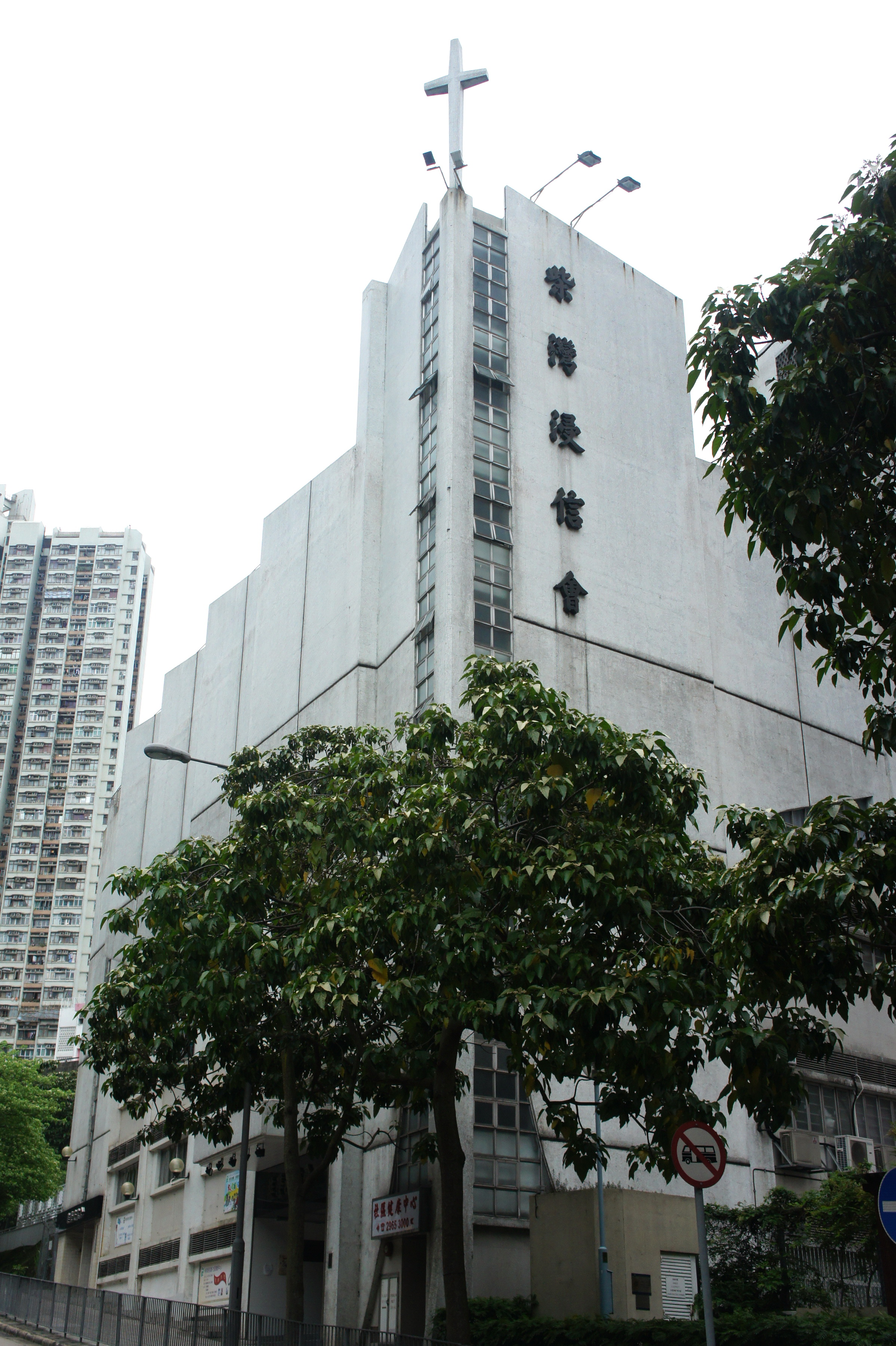
Chai Wan Baptist Church in Hongkong (China)

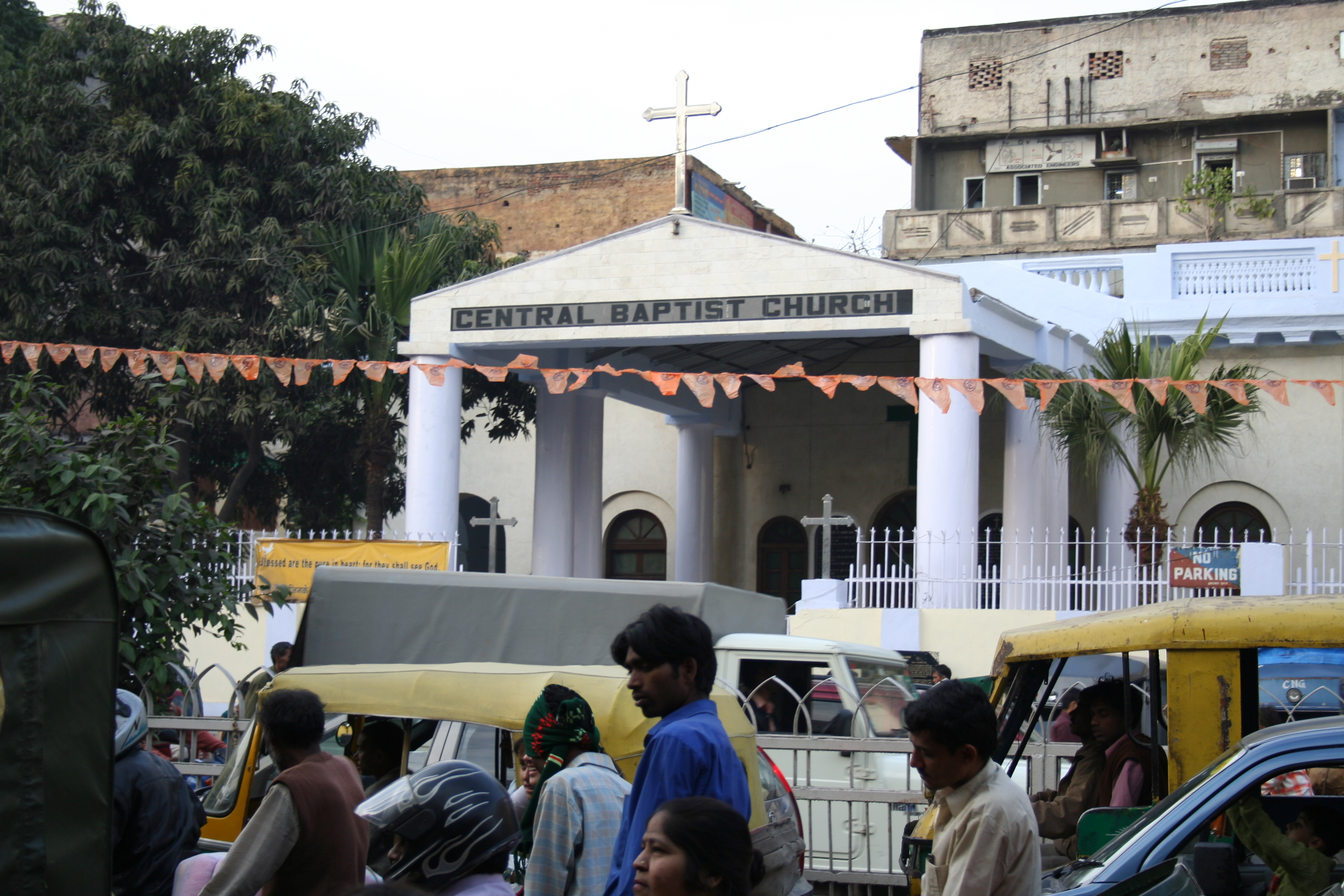
Central Baptist Church in Chandni Chowk (Indien)

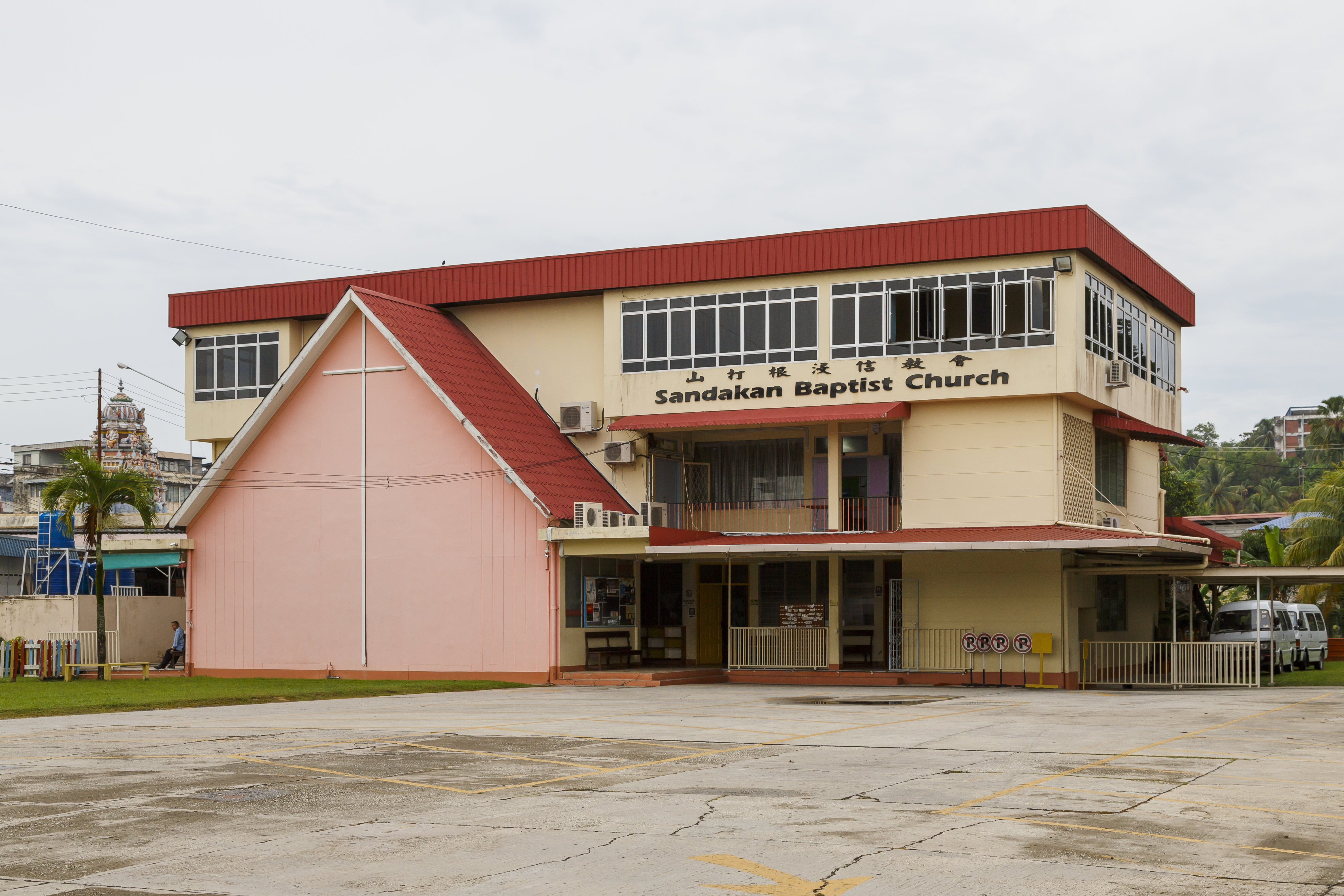
Sabah Baptist Church in Sandakan (Malaysia)

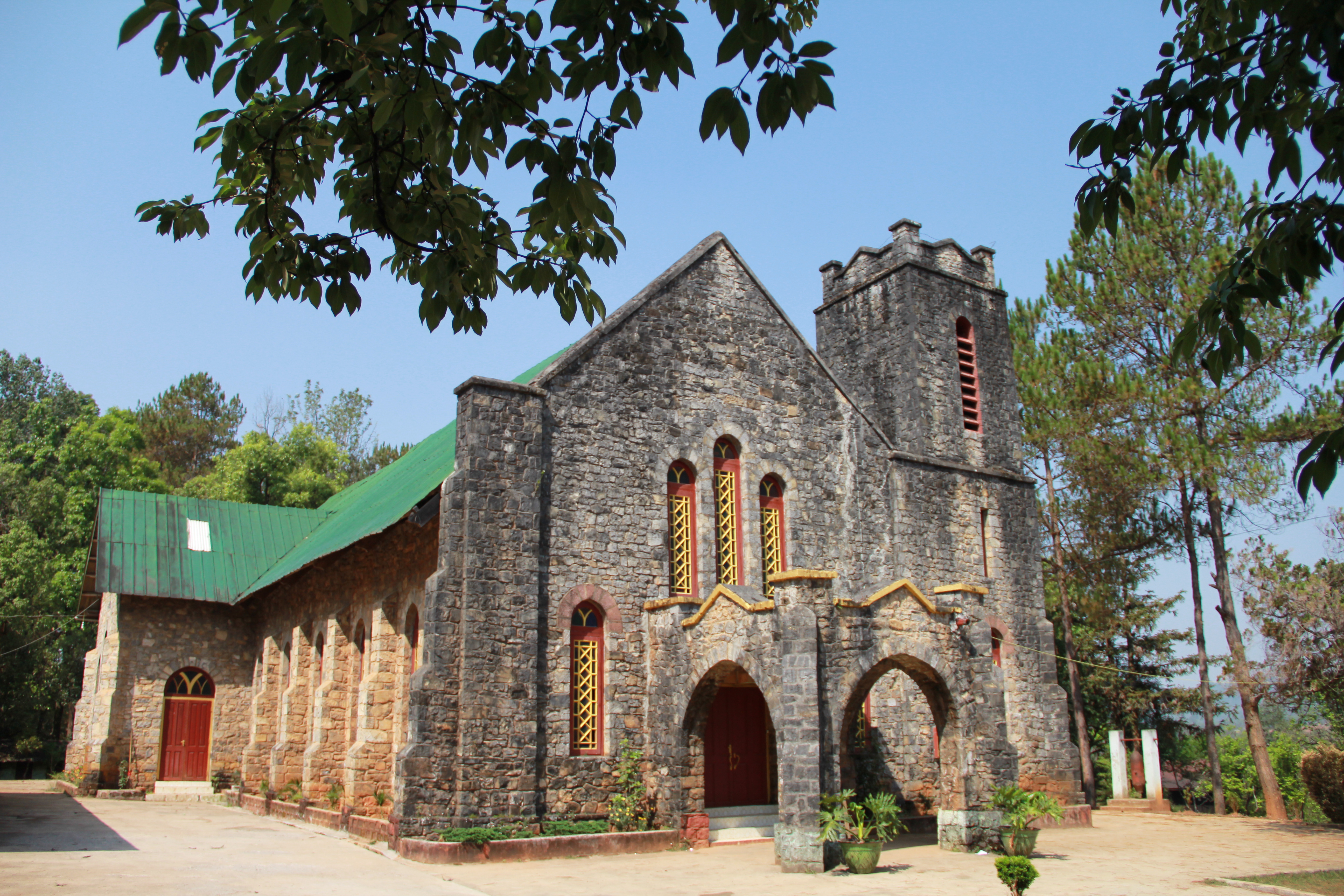
Kachin Baptist Church in Myanmar

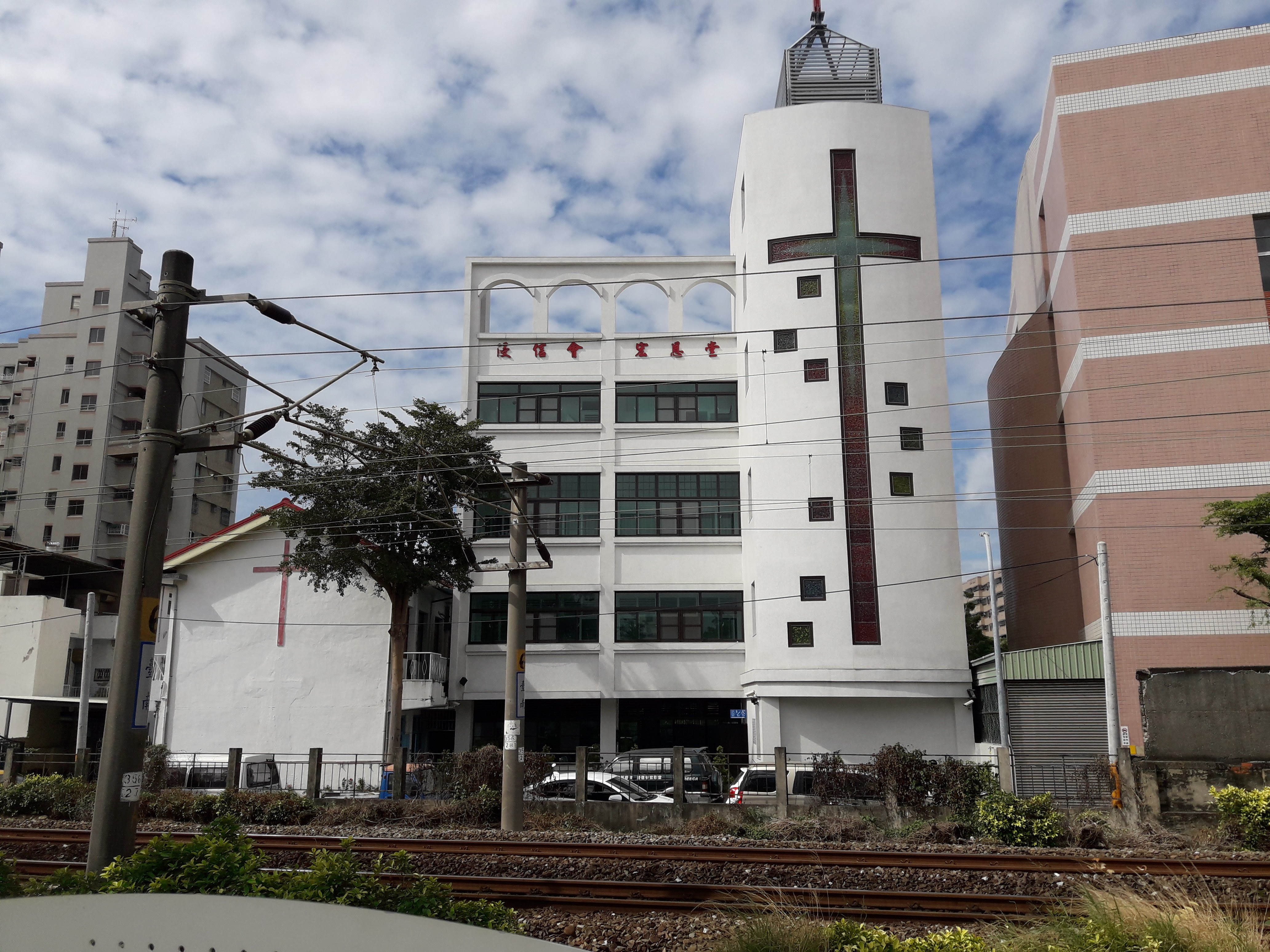
Greater Grace Baptist Church in Tainan (Taiwan)

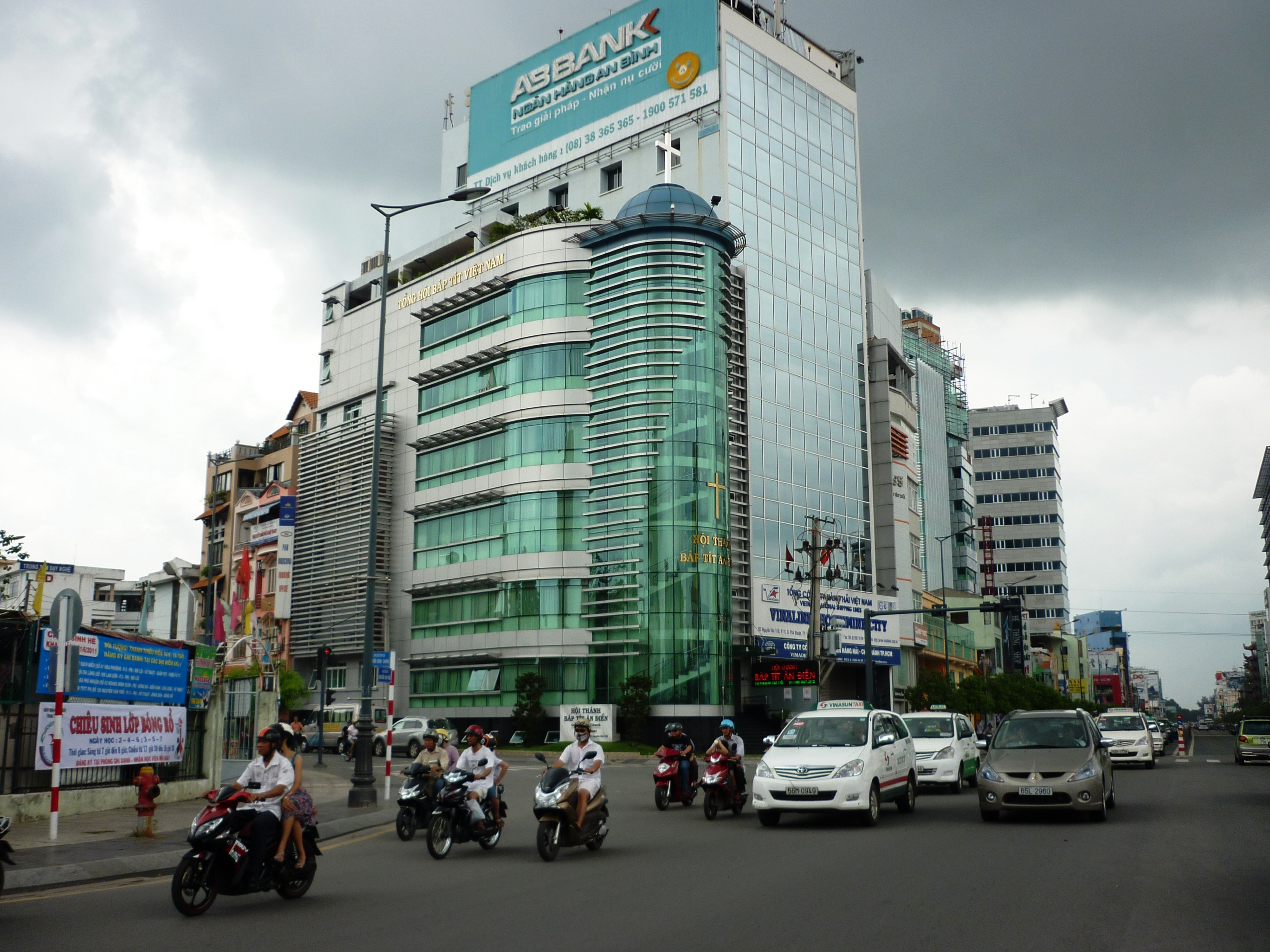
Grace Baptist Church in Ho-Chi-Minh-Stadt (Vietnam)

Zur Asia Pacific Baptist Federation gehören 57 Mitgliedskirchen. Die größte unter ihnen ist der Myanmarer Baptistenbund mit im Jahr 2017 knapp einer Million Mitgliedern, die sich auf 5126 Ortsgemeinden verteilen. Kleinster Verband ist die Macau Baptist Association mit 750 Mitgliedern in sechs Gemeinden. Allein 22 verschiedene Unionen sind in Indien beheimatet, fünf auf den Philippinen, jeweils vier in Japan und Thailand sowie drei in Bangladesh.
| Land                               | Mitgliedskirche | Ortsgemeinden                                                                                        | Mitglieder |
| ---------------------------------- | --- | --- | --- |
| Australien                         | Baptist Union of Australia | 994                                                                                                  | 70.997 |
| Bangladesch                        | Bangladesh Baptist Church Sangha Bangladesh Baptist Church Fellowship Garo Baptist Convention, Bangladesh | 337 459 148                                                                                          | 15.000 15.100 12.254 |
| Kambodscha                         | Cambodia Baptist Union | 230                                                                                                  | 6.995 |
| Volksrepublik China Hongkong Macau | Baptist Convention of Hong Kong Macau Baptist Convention | 90 6                                                                                                 | 72.000 750 |
| Chinesische Republik Taiwan        | Chinese Baptist Convention | 197                                                                                                  | 22.767 |
| Fidschi                            | Fiji Baptist Convention | 14                                                                                                   | 750 |
| Indien                             | Arunachal Baptist Church Council Assam Baptist Convention Baptist Church of Mizoram Baptist Union of North India Bengal Baptist Union Bengal Orissa Bihar Baptist Churches Association Boro Baptist Convention Convention of Baptist Churches of Northern Circars Council of Baptist Churches in Northern India Evangelical Baptist Convention of India Garo Baptist Convention of India India Association of General Baptists India Baptist Convention Karbi Anglong Baptist Convention Karnataka Baptist Sabhegala Samakya Lairam Jesus Christ Baptist Church Lower Assam Baptist Union Maharashtra Baptist Society Manipur Baptist Convention Nagaland Baptist Church Council North Bank Baptist Christian Association Orissa Baptist Evangelical Crusade Tripura Baptist Christian Union Bengal Orissa Bihar Baptist Convention Samavesam of Telugu Baptist Churches | — 328 422 136 173 85 — 255 — 141 2.376 121 80 278 14.031 88 261 145 1.350 1.347 894 3.240 500 70 893 | — 26.947 83.501 13.600 16.280 16.500 — 165.400 — 31.286 207.524 10.300 5.900 22.092 24.493 18.810 20.700 7.025 182.540 454.349 85.818 430.000 80.000 13.990 475.639 |
| Indonesien                         | Convention of Indonesian Baptist Churches (KGBI) Union of Indonesian Baptist Churches (GGBI) The Fellowship of Baptist Churches of Papua | 140 206 210                                                                                          | 9.726 74.581 45.984 |
| Japan                              | Japan Baptist Conference Japan Baptist Convention Japan Baptist Union Okinawa Baptist Convention | 11 329 74 39                                                                                         | 476 34.077 4.437 3.178 |
| Südkorea                           | Korea Baptist Convention | 2.508                                                                                                | 774.259 |
| Malaysia                           | Malaysia Baptist Convention | 164                                                                                                  | 19.143 |
| Myanmar                            | Myanmar Baptist Convention Self Supporting Kayin Baptist Mission Society | 4.522 69                                                                                             | 114.2655 11.543 |
| Nepal                              | Nepal Baptist Church Council | 90                                                                                                   | 12.000 |
| Neuseeland                         | Baptist Union of New Zealand | 244                                                                                                  | 23.118 |
| Papua-Neuguinea                    | Baptist Union of Papua New Guinea | 283                                                                                                  | 80.000 |
| Philippinen                        | Baptist Conference of the Philippines Convention of Philippine Baptist Churches Convention of Visayas and Mindanao of Southern Baptist Churches General Baptist Churches of Philippines Luzon Convention of Southern Baptist Churches | 354 900 889 252 540                                                                                  | 26.906 250.000 52.166 7.667 41.895 |
| Singapur                           | Singapore Baptist Convention | 20                                                                                                   | 6.939 |
| Sri Lanka                          | Sri Lanka Baptist Sangayama | 22                                                                                                   | 5.000 |
| Thailand                           | 12th District of Churches of Christ in Thailand Thailand Baptist Convention Thailand Karen Baptist Convention Thailand Lahu Baptist Convention | 54 88 134 104                                                                                        | 9.846 9.935 23.772 8.130 |
| Vietnam                            | Baptist Churches in Vietnam | — | — |
| Gesamt                             | Gesamt | 41.781                                                                                               | 5.264.784 |

## Organisation
Wichtigstes Gremium der APBT ist das sogenannte General Council (Allgemeine Ratsversammlung), in das die Mitgliedsbünde je nach ihrer Mitgliederzahl Abgeordnete entsendet. Das Council trifft alle wichtigen Entscheidungen, beschließt den Haushalt und wählt die Leitung des Weltbund-Regionalverbandes, das Executive Committee. An der Spitze des Committee's stehen der Präsident und sein Stellvertreter. Weitere Mitglieder des Exekutivkomitees sind der Generalsekretär sowie der Schatzmeister. Die Hauptarbeit des Councils und der Exekutive erfolgt in den zehn Ministries, die sich jeweils für bestimmte Bereiche engagieren (Zum Beispiel Jugend, Evangelisation, theologische Aus- und Weiterbildung, Frauen und Männer). Einige dieser Minstries veranstalten eigene internationale Zusammenkünfte. Ein allgemeiner Kongress findet alle fünf Jahre statt.
Der Sitz des Kirchenbundes befindet sich in Okinawa (Japan).